# Munneurycope glacialis
Munneurycope glacialis là một loài chân đều trong họ Munnopsidae. Loài này được Malyutina & Kussakin miêu tả khoa học năm 1996.